# Дзивович, Фёдор Алексеевич
Фёдор Алексеевич Дзивович (? — 15 апреля 1815) — капитан 2-го ранга (1811) Российского императорского флота.

## Биография
В мае 1782 поступил кадетом в Морской Корпус. 28 мая (8 июня) 1788 года был произведён в гардемарины  (1788). Участвовал в Русско-шведской войне 1788—1790 годов, на корабле «Вышеслав» участвовал в Гогландском сражении, после чего участвовал в крейсерском плавании у Гангута.
В 1789 году на корабле «Ростислав» крейсировал в Балтийском море и участвовал в Эландском сражении.
1 (12) мая 1790 года был произведён в мичманы. В том же году на корабле «Двенадцать апостолов» принимал участие в Красногорском и Выборгском морских сражениях. В течение кампании следующего 1791 года находился с флотом на кронштадтском рейде. В 1792 году был при кронштадтском порте.
11 (22) марта 1793 года был произведён в лейтенанты флота. В 1793—1796 годы ежегодно плавал в Финском заливе, а одно лето в Балтийском море на различных кораблях. В 1796 году был переведён в Каспийскую флотилию, где с 1796 по 1799 год ежегодно выходил в плавания из Астрахани до Баку, Энзили и острова Сара.
В 1800 году, командуя последовательно ботом «Сокол» и бригантиной «Победа», участвовал в плавании к персидским берегам и бомбардировке Баку.
В 1801 году командовал фрегатом № 1, а с 1802 по 1804 год — галиотом № 3 в Каспийском море.
В 1804 году был переведён обратно на Балтийский флот, участвовал в плавании в Финском заливе, затем на фрегате «Автроил» совершил плавание к острову Корфу, после чего выходил в плавания в Адриатическое море. За 18 морских кампаний был награждён орденом Святого Георгия 4-го класса (26 ноября (8 декабря) 1804 года).
В 1805—1806 годах служил на базе русского флота на Ионических островах и на том же фрегате принимал участие в крейсерских плаваниях у этих островов. 27 декабря 1805 (8 января 1806) года произведён в капитан-лейтенанты.
Принимал участие в русско-турецкой войне 1806—1812 годов. В 1806—1807 годах на линейном корабле «Ретвизан» принимал участие в плаваниях с десантными войсками из Неаполя к Корфу, затем в составе эскадры вице-адмирала Сенявина участвовал в битвах с турецким флотом при Афоне и Дарданеллах. За участие в первом был награждён золотой шпагой. В дальнейшем на корабле «Ярослав» в эскадре вице-адмирала Сенявина перешёл на лиссабонский рейд, затем в 1808 году на корабле «Мощный» перешёл из Лиссабона в Портсмут.
В 1809 году на английском транспорте вернулся из Англии в Ригу. В следующем 1810 году был коммандирован из Риги в  Архангельск. 12 (24) декабря 1811 года произведён в капитанв 2-го ранга.
Участвовал в войне с Францией (1812—1814). В 1812—1814 годах командовал линейным кораблем «Святой Георгий Победоносец», в составе эскадры адмирала Тета (1813—1814) крейсировал на нём у берегов Англии и Голландии, плавал к Шербургу. В 1814 году вернулся на этом же корабле в Кронштадт, где вскоре и умер (17 (29) апреля 1815 года), оставив о себе память как о боевом и дельном морском офицере.